# Ямань
Яма́нь — село Карамышевского сельсовета Грязинского района Липецкой области.
Основали селение переселенцы города Белоколодска (ныне Крутогорье) в конце XVII века. Деревня Емань (Ямань), согласно ревизским сказкам, уже была в 1723 году, а в 1745 году имела Богородицкую церковь (позднее село называлось Богоро́дицким). В отличие от близлежащих сел Ямань была владельческой. В 1862 году в селе насчитывалось 115 дворов с 665 жителями (346 мужского пола и 319 женского), функционировал конный завод и завод тонкорунных овец, был безымянный пруд.
Нынешнее название тюркского происхождения: емань — дурной, плохой. Обычно это слово распространялось на гидронимы и означало ручьи с застойной, дурно пахнущей водой. Село Ямань стоит на берегах небольшого ручья. Нижняя часть русла идет через лес до Воронежа.

## Население
| 1862 | 2009 | 2010 | 2013 |
| ---- | ---- | ---- | ---- |
| 665  | ↘175 | ↗198 | ↗210 |